# Berghe von Trips (Adelsgeschlecht)

Stammwappen der Berghe von Trips

Berghe von Trips (auch: Berghe genannt Trips) ist der Name eines katholischen Adelsgeschlechts aus dem limburgischen Uradel. Im Laufe der Zeit wandelte sich die Schreibweise, so findet man neben Berghe auch Berg oder Bergh und andere Varianten. Nach dem Erwerb des Klosters Linter entstand die Linie Berghe von Linter. Das Rittergut Trips wird auch Tripps oder Tribbs geschrieben.

## Geschichte
Nach dem Gotha sind die Berghe wahrscheinlich eines Stammes mit den Freiherrn von Düder (Dücher), die mit Goswin Dukere dictus de Berghe advocatus Valcenburgensis um 1190 in Brabant urkundlich erscheinen. Sein gleichnamiger Sohn wird zumeist als Duker dictus de Berghe oder einfach de Berghe geführt, aber bereits mit dessen Söhnen verschwindet der Name Duder. Wilhelm von Berghe heiratete am 4. Januar 1446 Margaretha von Palland aus dem Haus Wildenburg, welche die Herrschaft Trips mit in die Ehe brachte. Seine Nachkommen nahmen von nun diesen Namen an. Im Jahr 1415 unterschrieben Theodorich von Berghe und Rainer von Berg, Herr von Gueul, die Union der Stände zwischen Brabant und Limburg. Ein Rainer von Berg († 1473) war 1446 Komtur des Deutschen Ordens.
Im Jahr 1555 wurde folgender Heiratsvertrag geschlossen: zwischen Wilhelm, Sohn des Johann van Berge genannt Trips und der Magdalene van Leiwen einerseits, und der Judith van Breyl, Tochter des Joachim van Breyl und der Oda van Cortenbach. Außer seinem Erbe, das er nach des Vaters Tod mit seinen zwei Brüdern teilen wird, bringt er Schloss und Sitz Trips in die Ehe ein. Bei der späteren Erhebung seiner Nachfahren in den Reichsgrafenstand wurde das Wappen der ausgestorbenen von Breyl in das gräfliche Wappen aufgenommen.
Am 27. März 1796 erhielt Franz Adolf Anselm von Berghe genannt Trips (* 27. Juni 1732; † 23. Juni 1799) in Wien den Reichsgrafenstand. Er war kurpfälzisch-bayrischer wirklicher geheimer Rat, Oberst-Jägermeister und General-Busch-Inspektor im Herzogtum Berg, kurpfälzischer Löwen-Orden-Ritter, Mitglied der jülichschen landständischen Ritterschaft, Herr zu Hemmersbach, Siedorf und Junkersdorff. Am 3. April 1805 erfolgte die kurpfalz-bayerische Anerkennung, am 24. November 1813 wurde die Familie als Grafen im Königreich Bayern immatrikuliert, die preußische Anerkennung erfolgte am 19. Oktober 1828 durch Ministerdekret.
Mit Franz Kaspar Michael Freiherr von Lilien starb 1906 das Geschlecht derer von Lilien aus. Seine Universalerbin war seine Nichte Eugenie (Enna) Gräfin Berghe von Trips, geborene Freiin von Fürstenberg (1871–1953). Das zum Erbe gehörende Rittergut Haus Opherdicke wurde fortan von einem Verwalter ihres Gatten Maximilian Graf Berghe von Trips zu Hemmersbach (1850–1921) bewirtschaftet und bald parzelliert. 1918 wurde das Restgut an den Gutsbesitzer Theodor Regenbogen aus Dortmund-Huckarde verkauft.
Der letzte männliche Nachkomme des Geschlechts war der Autorennfahrer Wolfgang Graf Berghe von Trips, der 1961 bei einem Autorennen in Monza zusammen mit 15 weiteren Menschen tödlich verunglückte. Allerdings war mit seinem Tod der Mannesstamm damals noch nicht ausgestorben, da sein Vater Eduard (1893–1971) und dessen ledig gebliebene Brüder Friedrich (* 1901), Konrad (* 1905) und Clemens (1908–1992), bzw. der zwar ab 1936 verheiratete, aber ohne Nachkommen gebliebene weitere Bruder Maximilian (1902–1988) noch lebten. Auch die beiden Brüder Gerold (1910–1964) und Norbert (* 1912) aus der österreichischen Linie der Grafen Berghe von Trips lebten damals noch, doch blieb erster ohne Nachkommen (die Ehefrau Margarethe, geb. Sauseng, verstarb 2003), und letzter hatte nur drei Töchter. Wolfgang Graf Berghe von Trips hätte neben Burg Hemmersbach auch Haus Ossenberg von seinem Onkel Clemens Graf Berghe von Trips erben sollen. Clemens adoptierte daher 1988 seine Großnichte Karen von Brauchitsch (* 1959) als Gräfin Berghe von Trips. Sie heiratete 1991 standesamtlich und 1992 kirchlich den Chef des Hauses Urach, Wilhelm Albert Herzog von Urach Graf von Württemberg (* 1957) und führt seitdem den Namen Karen Herzogin von Urach Gräfin von Württemberg Gräfin Berghe von Trips. Im Folgejahr erbte die Herzogin von Urach Haus Ossenberg. Aber auch die zwei Vatersschwestern von Wolfgang Graf Berghe von Trips (1928–1961) adoptierten jeweils einen Enkel bzw. eine Enkelin ihrer Schwester Anna Gräfin Berghe von Trips, vermählte Freifrau von Loë: Franziska (1906–1991) adoptierte 1984 Maximilian Freiherr von Loë (* 1965) als Graf Berghe von Trips, welcher 1991 Stefanie Prinzessin zu Sayn-Wittgenstein-Berleburg (* 1966) heiratete (Scheidung 2010). Elisabeth (1904–1993) adoptierte 1991 ihre Großnichte Verena Freiin von Loë (* 1962) als Gräfin Berghe von Trips Freiin von Loë.

## Wappen
- Stammwappen: Der Schild von Silber und Rot fünf mal geteilt, die silbernen Balken schwarz schräggegittert. Auf dem Helm mit rot-silbernen Helmdecken ein silberner Rüdenrumpf.
- Bastardwappen: 1403 siegelte der Bastard Thys (Matthias) von Berge zu Aachen mit seinem Bastardwappen, das seine Abstammung von den von Berghe ausweist. Sein Nachfahre Thys und dessen Ehefrau urkundeten noch gegen Ende des 15. Jahrhunderts zu Aachen, wo sie ein Haus besaßen sowie einen Hof zu Morsbach.[18]
- Gräfliches Wappen: quadrierter Schild, Felder 1 und 4: von Silber und Rot sechsmal quergestreift, dabei die drei silbernen Teile mit schwarzen Fäden schräg gegittert; 2 und 3: in Silber drei blaue Pfähle und in der oberen rechten Ecke ein golden bordiertes rotes Freiviertel († von Breyl). Auf dem Schild ruhen drei gekrönte Turnierhelme. Der mittlere trägt ein links abfliegendes silbernes Panier mit einem gleich dem ersten Felde bezeichneten Schildlein belegt und mit einem über dem Panier gleichfalls links abfliegenden Bande mit der Inschrift: „In hoc signo vinces“; aus der Krone des rechten Helmes wächst Hals und Kopf eines mit Hermelin tingierten Leoparden hervor (Stammwappenhelm); auf der Krone des linken Helmes erheben sich eine weiße und blaue Feder († von Breyl). Helmdecken: Die des mittleren Helmes sind rot mit Silber, jene des rechten rot mit Gold, des linken blau mit Silber belegt. Das Ganze bedecken Fürstenhut und Mantel.
- Das persönliche Wappen der Karen Herzogin von Urach ist ein Allianzwappen mit dem Schild des Herzogs von Urach rechts, und dem Schild der Grafen Berghe von Trips links, mit zusätzlich aufgelegtem Herzschild: dem Stammwappen derer von Brauchitsch. Das Ganze bedecken zunächst der Helm mit Helmzier des Hauses Urach (die der des Hauses Württemberg gleicht), dann Herzogskrone und Mantel.

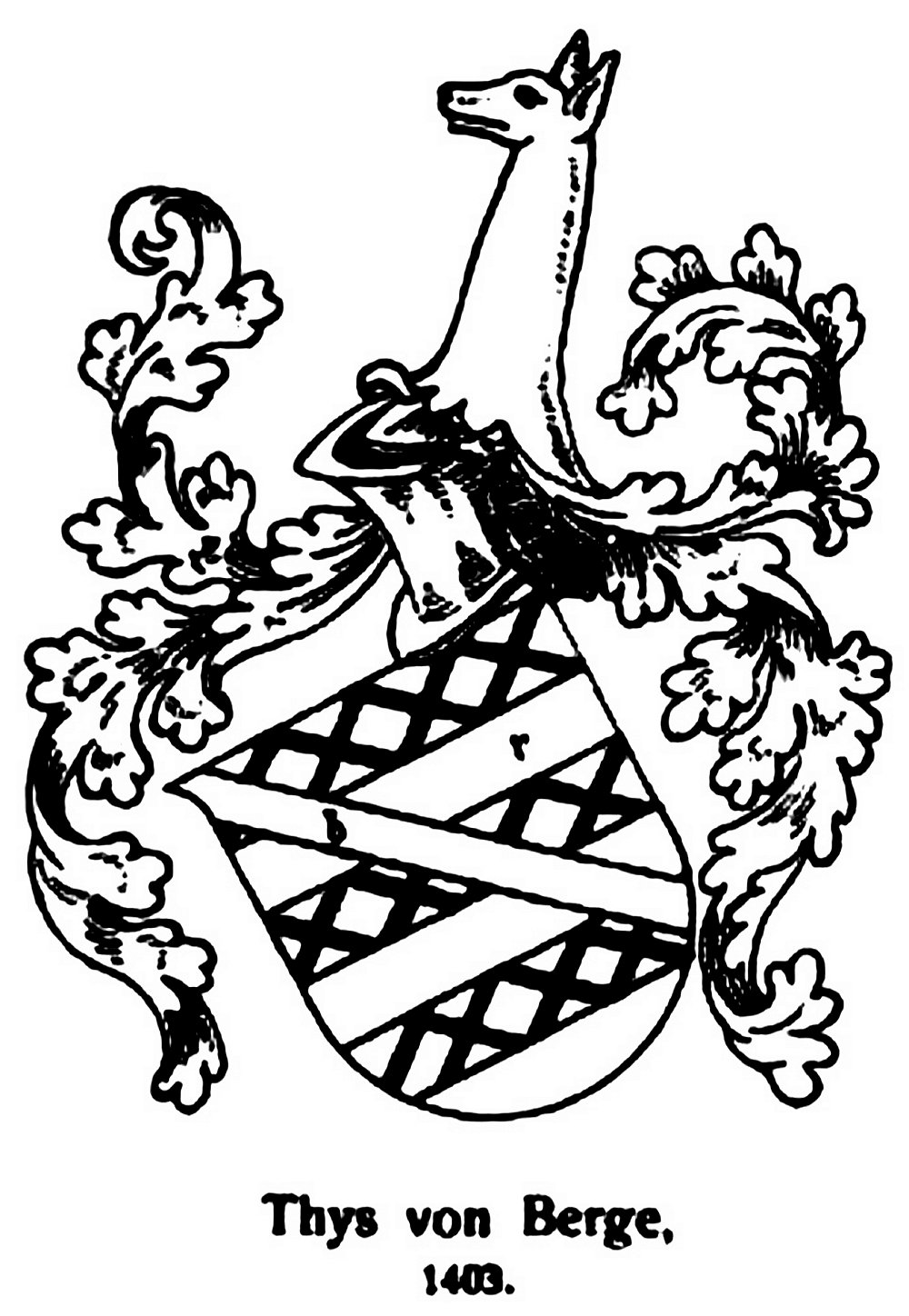
Bastardwappen des Thys von Berge 1403, mit blauem Bastardfaden über dem Stammwappen
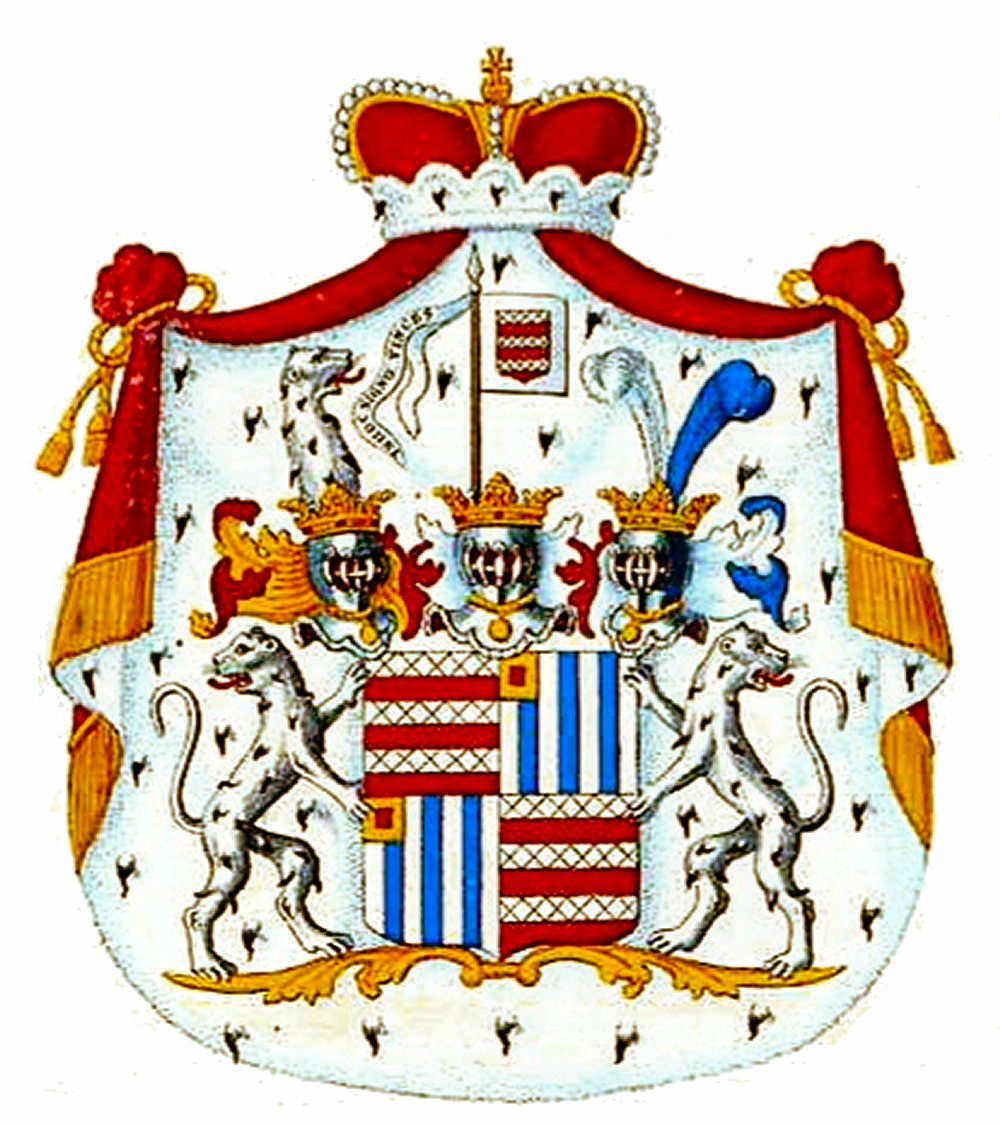
Wappen der Grafen Berghe von Trips
Persönliches Wappen von Karen Herzogin von Urach

## Bekannte Familienmitglieder
- Adolf Karl Sigismund Berghe von Trips († 1773), niederländischer  General der Kavallerie
- Eduard Berghe gen. von Trips (1772–1842), Landjägermeister und stellvertretender Landtagsmarschall im Provinziallandtag der Rheinprovinz
- Max Clemens Bergh gen. von Trips (1850–1921), Rittergutsbesitzer und Abgeordneter im Provinziallandtag der Rheinprovinz
- Carl Berghe von Trips (1859–1929), preußischer Generalmajor
- Wolfgang Graf Berghe von Trips (1928–1961), deutscher Automobilrennfahrer
- Norbert Graf Berghe von Trips (1912–1980), SS-Obersturmführer[19], Gestapobeamter im besetzten Warschau, letzter Kommandant des Gefängnisses Pawiak[20]